# Степівська сільська рада (Чорнобаївський район)
Сте́півська сільська́ ра́да — адміністративно-територіальна одиниця та орган місцевого самоврядування в Чорнобаївському районі Черкаської області. Адміністративний центр — село Степове.

## Загальні відомості
- Населення ради: 789 осіб (станом на 2001 рік)

## Населені пункти
Сільській раді підпорядковані населені пункти:
- с. Степове

## Склад ради
Рада складається з 14 депутатів та голови.
- Голова ради: Писаренко Анатолій Миколайович
- Секретар ради: Лут Світлана Володимирівна

### Керівний склад попередніх скликань
| Прізвище, ім'я, по батькові    | Основні відомості                                                         | Дата обрання | Дата звільнення |
| ------------------------------ | ------------------------------------------------------------------------- | ------------ | --------------- |
| Завалко Сидір                  | Сільський голова, 1917 року народження                                    | 1956         | 1975            |
| Куцеконь Олексій Лук'янович    | Сільський голова, 1946 року народження, член Народної партії              | 26.03.2006   | 31.10.2010      |
| Писаренко Анатолій Миколайович | Сільський голова, 1974 року народження, освіта вища, член Партії регіонів | 31.10.2010   |                 |

Примітка: таблиця складена за даними сайту Верховної Ради України

### Депутати
За результатами місцевих виборів 2010 року депутатами ради стали:

#### За суб'єктами висування
| Суб'єкт висування | Кількість обраних депутатів | %  |
| ----------------- | --------------------------- | -- |
| Партія регіонів   | 7                           | 50 |
| Самовисування     | 7                           | 50 |

#### За округами
| № округу        | Прізвище, ім'я, по батькові      | Дата визнання обраним | Освіта             | Партійна приналежність | Відомості про обраного депутата      |
| --------------- | -------------------------------- | --------------------- | ------------------ | ---------------------- | ------------------------------------ |
| Партія регіонів |                                  |                       |                    |                        |                                      |
| 1               | Лут Григорій Антонович           | 04.11.2010            | середня спеціальна | позапартійний          | пенсіонер                            |
| 4               | Шемшур Валентина Василівна       | 04.11.2010            | вища               | член Партії регіонів   | Ленінська сільська рада, спеціаліст  |
| 6               | Лут Світлана Володимирівна       | 04.11.2010            | вища               | позапартійна           | Ленінський НВК, вчитель              |
| 8               | Яценко Андрій Олексійович        | 04.11.2010            | вища               | позапартійний          | Ленінський НВК, вчитель              |
| 11              | Лут Світлана Володимирівна       | 04.11.2010            | вища               | позапартійна           | Ленінський НВК, вчитель              |
| 12              | Харсун Світлана Іванівна         | 04.11.2010            | вища               | позапартійна           | Ленінський НВК, вчитель              |
| 13              | Рудик Наталія Іванівна           | 04.11.2010            | середня            | член Партії регіонів   | Ленінський НВК, завгосп              |
| Самовисування   |                                  |                       |                    |                        |                                      |
| 2               | Чіпенко Валентина Андріївна      | 04.11.2010            | вища               | позапартійна           | СТОВ «Дніпро», бригадир              |
| 3               | Кудь Марина Іллівна              | 04.11.2010            | вища               | позапартійна           | Ленінський НВК, завідувачка дитсадка |
| 5               | Пошиваник Ніна Петрівна          | 04.11.2010            | середня спеціальна | позапартійна           | пенсіонер                            |
| 7               | Ковалець Людмила Іванівна        | 04.11.2010            | середня            | член Партії регіонів   | СТОВ «Дніпро», завідувачка ферми     |
| 9               | Лут Ніна Дмитрівна               | 04.11.2010            | середня            | позапартійна           | СТОВ «Дніпро», різноробоча           |
| 10              | Гаврюшенко Валентина Анатоліївна | 04.11.2010            | середня            | член Партії регіонів   | СТОВ «Дніпро», різноробоча           |
| 14              | Ільченко Галина Василівна        | 04.11.2010            | середня            | позапартійна           | СТОВ «Дніпро», різноробоча           |